# نهارات الدفلي (مسلسل)
نهارات مسلسل تلفزيوني درامي تاريخي سوري. أنتج عام 1995.

## فكرة المسلسل
مسلسل تاريخي سياسي، يعرض المسلسل تاريخ القضية الفلسطينية حتى قيام الكيان الصهيوني في فلسطين المحتلة عام 1948.

## الممثلين والشخصيات

### في البلدة
- عباس النوري: عصام.
- صباح بركات: حميدة.
- حاتم علي: أحمد.
- غسان مسعود: شريف.
- سوزان الصالح: ناديا.
- عادل أبو حسون: الدكتور
- موفق الأحمد: ماهر.
- هيفاء واصف: سعاد.
- هناء نصور: غادة.
- حلا عمران: ثريا.
- نائلة أومري.
- بشار القاضي: أبو رشيد.
- هالة حسني: جدة غادة.

### في جيش الإنقاذ
- سلوم حداد: الملازم هشام.
- بشار إسماعيل: الملازم إحسان.
- زهير رمضان: المقدم صفر.
- توفيق إسكندر.
- فاروق جمعات.
- رضوان جاموس: الملازم سليمان.
- هشام كفارنة: النقيب ميشيل.
- نبيل حلواني: المقدم عادل.
- صلاح طعمة: أبو دية.
- أحمد حبيب
- خالد تاجا: فوزي بيك.
- فؤاد الراشد: صفوت باشا.

### في فلسطين
- جهاد سعد: أبو طوني.
- علي كريم: أبو فيصل.
- غسان سلمان.
- عبد المسيح نعمة.
- نصر مغامس.
- قمر مرتضى: أم كنعان.
- فاتن مصطفى.
- أديب قدورة: أبو علي.

### شخصيات عسكرية
- حسام تحسين بيك: أبو فارس.
- سلمان أبو عمار.
- رياض كبرا: النقيب غنام.
- نور داغستاني: العقيد صدقي.

### المذيعون
- طالب يعقوب.
- توفيق أحمد.

### في المدينة
- نجاح سفكوني: طريف بيك.
- زهير عبد الكريم: أبو مستوب.
- نجوى علوان: عايدة.
- رامز عطا الله: يهودا.
- زياد سعد: صلاح.
- مأمون الفرخ: حازم.
- دينا خانكان: جميلة.
- فؤاد سرايجي: أبو عبدو.
- عبد الرحمن حمود: نورس بيك.
- صالح الحايك: فؤاد.
- محمد جبولي: أبو ياسين.
- أدهم الملا: أبو يوسف.
- لارا الحكيم: أميرة.

### ضيوف الشرف
- أحمد عداس: الدكتور ربيع.
- رفيق السبيعي: نبيه بيك.